# Shaw (Missisipi)
Shaw – miasto w Stanach Zjednoczonych, w stanie Missisipi, w hrabstwie Bolivar.